# بیگ ان تیستی

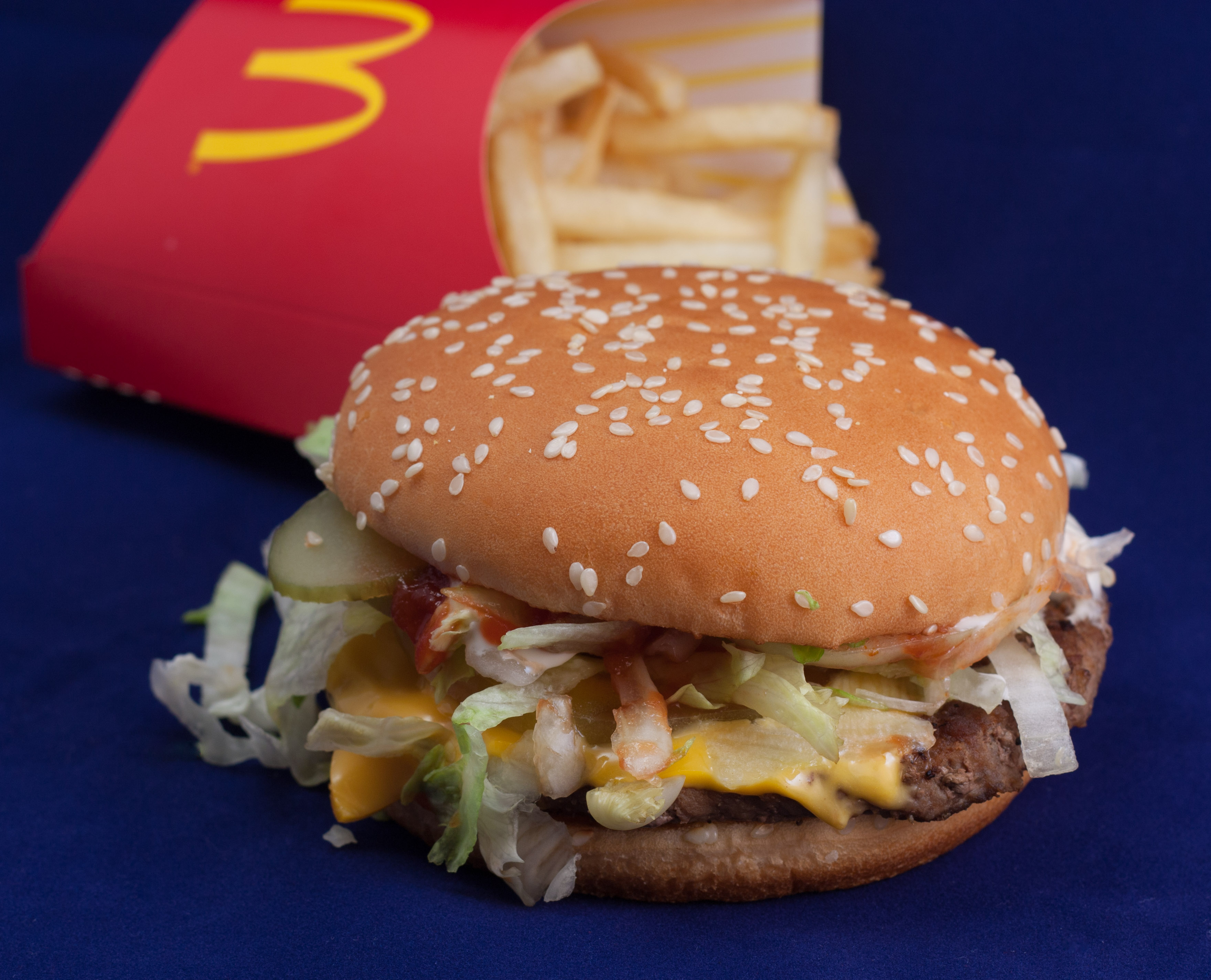

بیگ ان تیستی (انگلیسی: Big N' Tasty) یک همبرگر است که توسط مک دونالد ساخته شده‌است. در سال ۱۹۹۷ معرفی شد و به‌طور خاص به عنوان رقیبی برای ساندویچ هوپر برگر کینگ طراحی شد. Big N' Tasty دارای یک پتی گوشت گاو یک چهارم پوندی، کاهو، گوجه فرنگی، ترشی، پیاز، سس گوجه فرنگی و سس مایونز است که همگی روی نان کنجد سرو می‌شوند. در مقایسه با دیگر محصولات مک دونالد در آن زمان، به عنوان یک گزینه برگر مجلل تر و باکیفیت تر به بازار عرضه شد. Big N' Tasty به صورت دوره‌ای در منوهای مک‌دونالد نمایش داده می‌شود، اما به‌طور مداوم در همه مکان‌ها در دسترس نیست.